# Simple Features
Simple Features (Прості об'єкти, офіційно Simple Feature Access) є стандартом одночасно Open Geospatial Consortium (OGC) і Міжнародної організації зі стандартизації (ISO) ISO 19125, який визначає загальну модель зберігання і доступу для географічних об'єктів в основному двовимірних геометрій (точка, лінія, багатокутник, набір точок, набір ліній тощо), що використовуються у геоінформаційних системах.
Стандарт ISO 19125 складається з двох частин. Частина перша, ISO 19125-1 (SFA-CA для "загальної архітектури"), визначає модель для двовимірних простих об'єктів, із лінійною інтерполяцією між вершинами. Модель даних визначена у SFA-CA є ієрархією класів. Ця частина також визначає подання геометрії у вигляді формату Well-Known Text (текстовому та двійковому). Частина 2 стандарту, ISO 19125-2 (SFA-SQL), визначає привʼязки "SQL/MM" в API SQL використовуючи префікс "SF_". Стандарти OGC також охоплюють реалізації в CORBA і OLE/COM, хоча вони й відстають з підтримкою можливостей від SQL, та не стандартизовані ISO.
ISO/IEC 13249-3 SQL/MM Spatial розширює модель даних Simple Features, головним чином, інтерполяцією кривих (наприклад, дугами) і додає інші функції, такі як перетворення координат і методи перевірки геометрії, а також підтримку Geography Markup Language.

## Документи
- ISO/IEC:
  - ISO 19125-1:2004 Geographic information -- Simple feature access -- Part 1: Common architecture [Архівовано 2 лютого 2017 у Wayback Machine.]
  - ISO 19125-2:2004 Geographic information -- Simple feature access -- Part 2: SQL option [Архівовано 2 лютого 2017 у Wayback Machine.]
- OpenGIS 
  - OpenGIS Implementation Specification for Geographic information - Simple feature access - Part 1: Common architecture (05-126, 06-103r3, 06-103r4) [Архівовано 29 січня 2017 у Wayback Machine.], current version 1.2.1
  - OpenGIS Simple Feature Access - Part 2: SQL Option (99-054, 05-134, 06-104r3, 06-104r4) [Архівовано 8 березня 2017 у Wayback Machine.], current version 1.2.1, formerly OpenGIS Simple Features [Implementation Specification] for SQL
  - OpenGIS Simple Features Implementation Specification for CORBA (99-054) [Архівовано 16 листопада 2016 у Wayback Machine.], current version 1.0
  - OpenGIS Simple Features Implementation Specification for OLE/COM (99-050) [Архівовано 17 березня 2017 у Wayback Machine.], current version 1.1